# Palestine Regiment
Il Palestine Regiment era un reggimento formato dal British Army con 1.600 volontari ebrei e 1.200 volontari arabi, in Palestina nel 1942 quando sembrava che Rommel avrebbe raggiunto il Nilo.

## Origini

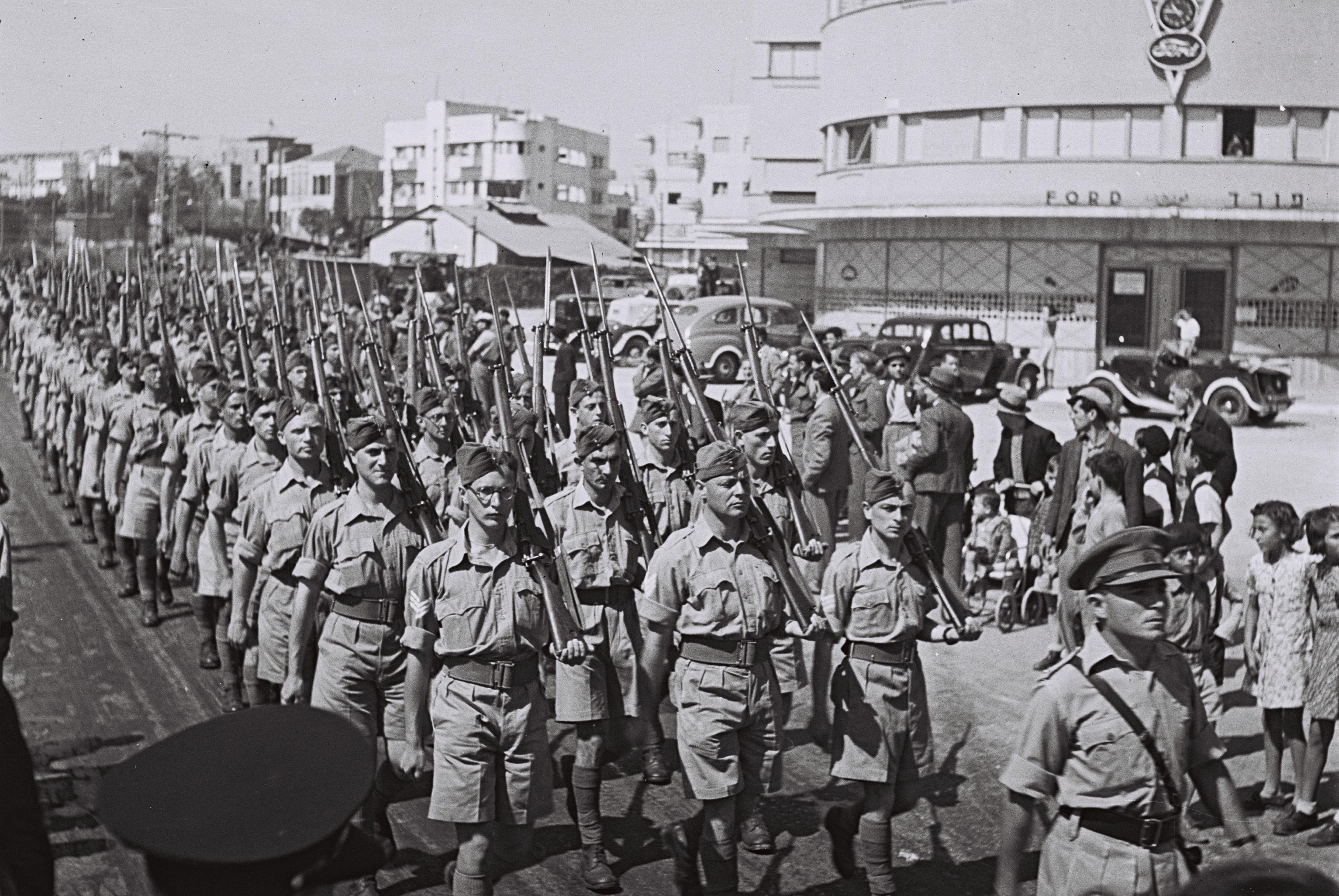
Soldati ebrei dell'esercito britannico marciano nella via Petah Tikva di Tel Aviv nella giornata del soldato ebreo

Nel 1940, ebrei ed arabi che vivevano nel Mandato britannico in Palestina ebbero il permesso di formare delle compagnie separate, note come Palestine Infantry Companies, facenti parte del Royal East Kent Regiment,  noto come "Buffs".  equipaggiati con vecchie armi della prima guerra mondiale e divisi in 14 compagnie utilizzate come guardie alle installazioni militari.
Le tre compagnie ebraiche divennero poi parte del Palestine Regiment; sebbene le proporzioni tra arabi ed israeliani dovessero coincidere, sembra che vi fossero molti più volontari ebrei che palestinesi. Comunque vengono stimati circa 1600 volontari ebraici, ed i tre battaglioni del reggimento furono la base della futura Brigata Ebraica.